# Igeltjärnen (Gunnilbo socken, Västmanland)
Igeltjärnen är en sjö i Skinnskattebergs kommun i Västmanland och ingår i Norrströms huvudavrinningsområde.